# Fonden for Entreprenørskab
Fonden for Entreprenørskab (tidl. Fonden for Entreprenørskab - Young Enterprise) er det centrale nationale videnscenter og omdrejningspunkt for udvikling af entreprenørskab i undervisningen på alle uddannelsesniveauer. Fonden arbejder for at evnen til at være innovativ skal være et grundelement i alle uddannelser fra folkeskole til ph.d. Innovation og entreprenørskab skal i højere grad integreres i uddannelserne og forankres på uddannelsesinstitutionerne, og flere elever og studerende på alle uddannelsesniveauer skal møde entreprenørskab som en del af undervisningen.
Fonden er en non-profit organisation, og dens mission er at styrke Danmarks konkurrenceevne ved at introducere iværksætteri, selvstændighed og innovation til unge mennesker i løbet af deres uddannelse.
Hvert år afholder Fonden for Entreprenørskab flere store innovations- og iværksætterevents for elever og studerende, bl.a. Danish Entrepreneurship Award, som er Danmarks største iværksætterbegivenhed og i år finder den sted i Messe C i Fredericia.
Fonden er støttet af blandt andre Erhvervs- og Vækstministeriet, Ministeriet for Børn og Undervisning, Kulturministeriet og Uddannelses- og Forskningsministeriet samt en lang række private virksomheder og organisationer. Derudover er Fonden en del af den verdensomspændende organisation JA Worldwide.

## Eksterne kilder og henvisninger
- Websted Arkiveret 12. februar 2012 hos  Wayback Machine.

 Der er for få eller ingen kildehenvisninger i denne artikel, hvilket er et problem. Du kan hjælpe ved at angive troværdige kilder til de påstande, som fremføres i artiklen.